# Eremophila sargentii
Eremophila sargentii là một loài thực vật có hoa trong họ Huyền sâm. Loài này được (S.Moore) Chinnock mô tả khoa học đầu tiên năm 1981.